# 奥斯坦
奥斯坦（法語：Hostun，法語發音：[ɔstœ̃]）是法国德龙省的一个市镇，属于瓦朗斯区。

## 地理
奥斯坦（45°2'22"N, 5°11'53"E）面积18.24 平方千米，位于法国奥弗涅-罗讷-阿尔卑斯大区德龙省，该省份为法国东南部内陆省份，北起顺时针与伊泽尔省、上阿尔卑斯省、上普罗旺斯阿尔卑斯省、沃克吕兹省和阿尔代什省接壤。
与奥斯坦接壤的市镇（或旧市镇、城区）包括：拉博姆多斯坦、博尔加尔巴雷、埃默、罗什希纳尔、雅扬。

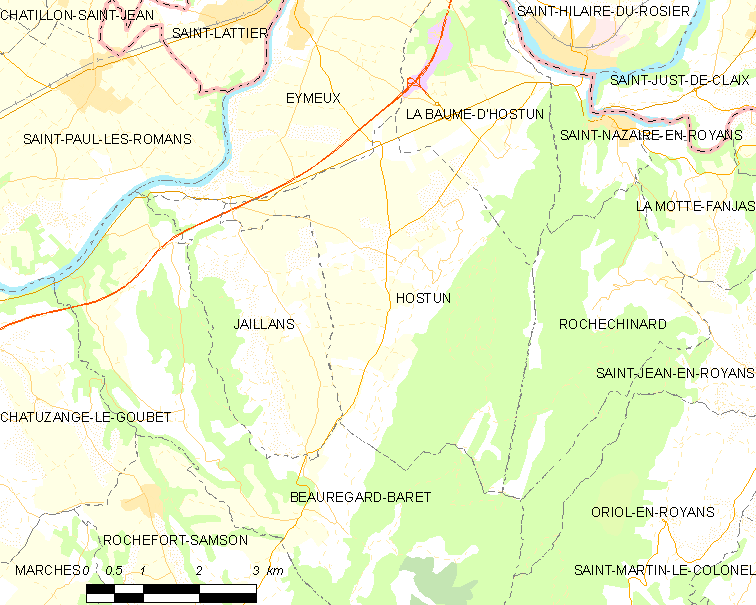
奥斯坦的OSM定位图

奥斯坦的时区为UTC+01:00、UTC+02:00（夏令时）。

## 行政
奥斯坦的邮政编码为26730，INSEE市镇编码为26149。

## 政治
奥斯坦所属的省级选区为韦科尔-晨山县。

## 人口

1962-2008年间奥斯坦人口变化图示

奥斯坦于2022年1月1日时的人口数量为1048人。